# کریس بک

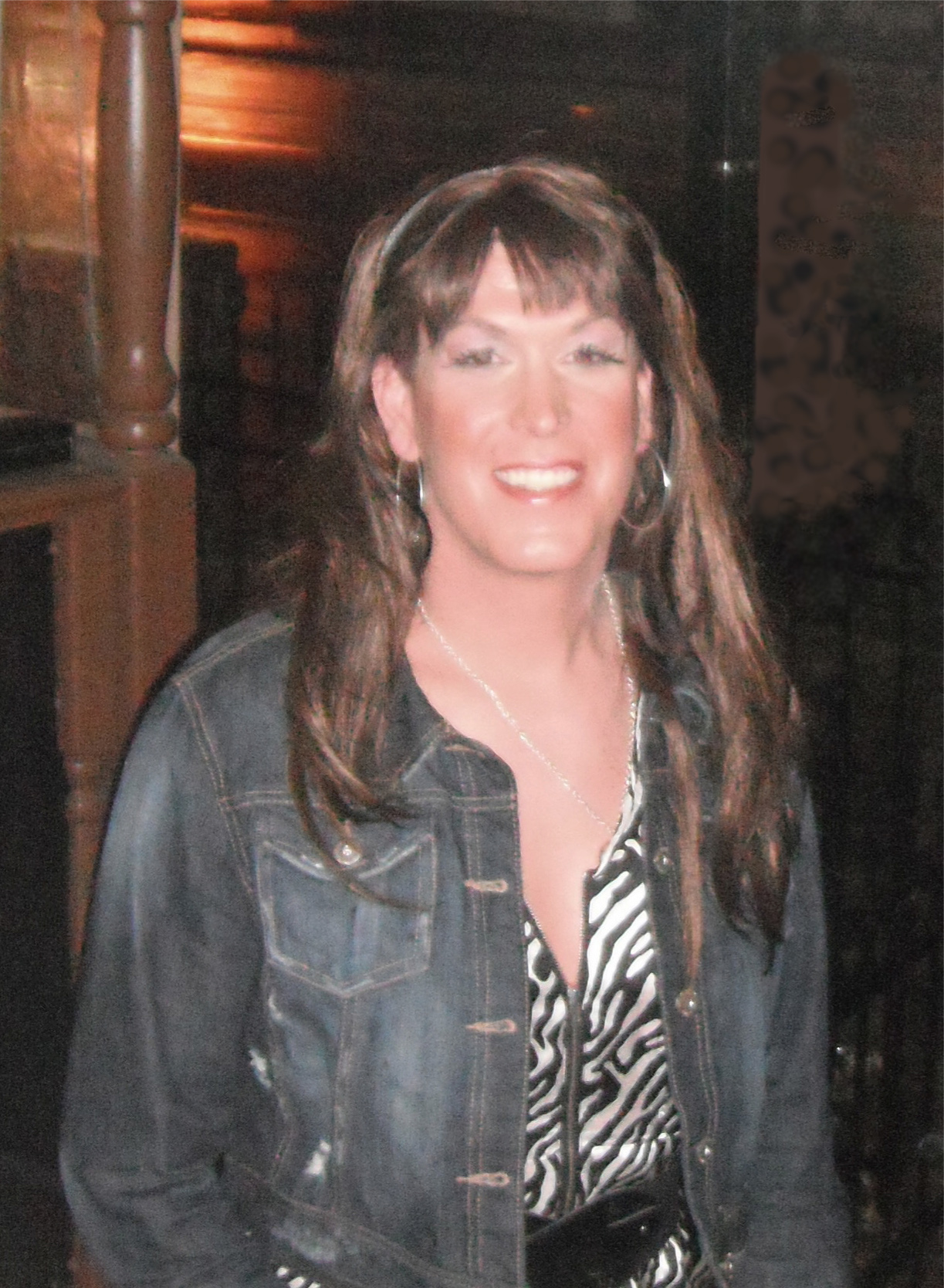
کریستین بک نوامبر ۲۰۱۲

کریس بک (به انگلیسی: Chris Beck) عضو نیروی دریایی ایالات متحده آمریکا است. او متولد ۲۱ ژوئن ۱۹۶۶ آمریکا است. او در سال ۲۰۱۳ آشکار کرد که یک زن ترنس است اما در سال ۲۰۲۲ روند تغییر را متوقف کرد و دوباره به صورت یک مرد به زندگی ادامه داد. او در عملیات مرگ اسامه بن لادن حضور داشته‌است و کتابی به نام شاهزاده جنگجو منتشر کرده‌است.